# Vida conyugal sana
Vida conyugal sana és una pel·lícula de 1974 dirigida per Roberto Bodegas.

## Argument
El personatge interpretat per José Sacristán està obsessionat amb la publicitat (televisió, ràdio, premsa... li és igual) la seva dona es preocupa perquè hi ha un anunci que el fa canviar de personalitat...

## Repartiment
- Ana Belén... Ana
- José Sacristán... Enrique Vázquez
- Teresa Gimpera... Marita
- Alfredo Mayo... Don Alfonso
- Mari Carmen Prendes... Doña Casilda
- Antonio Ferrandis... Doctor Cruz
- Amparo Muñoz... Model Publicitària
- Josele Román... Vicky
- Nadiuska... Nati

## Producció
La pel·lícula va estar subscrita pel productor José Luis Dibildos qui va finançar una sèrie de pel·lícules a través de la productora Ágata Films, en un intent de fer un cinema socialment compromès però que fos comercial. Amb un total de set pel·lícules, totes elles comèdies i crítiques cap a una mena de convencions socials, la majoria d'aquests films van estar escrits per José Luis Garci, amb José Sacristán com una de les seves principals referències interpretatives. També comptaven amb una construcció narrativa pròxima a la screwball comedy americana, encara que amb grans diferències, per exemple, els seus personatges no estaven situats en la classe rica espanyola sinó en les noves classes mitjanes pròpies del tardofranquisme.

## Premis
- 19a edició dels Premis Sant Jordi de Cinematografia (1974) Premi a la millor interpretació espanyola (José Sacristán).[4]
- Premis del Sindicat Nacional de l'Espectacle de 1974 al millor decorador (Ramiro Gómez)[5]